# Parc Nacional de Nsumbu
El Parc Nacional Nsumbu (també anomenat Sumbu) és en la riba occidental de Llac Tanganyika prop de seu extrem sud, dins la província Del nord de Zàmbia. Cobreix aproximadament 2000 km² i conté una mica més de 80 km de riba de llac que inclou quatre badies (Kasaba, Kala, Nkamba i Sumbu), i la Península de Nundo Head.

## Característiques
Hi ha dos allotjaments actius a la vora del Llac Tanganyika, Nkamba (un exclusiu establiment dins del Parc Nacional Nsumbu), i la Badia Ndole nord just al nord del parc. L'allotjament de La Badia Kasaba va ser tancat en 2006.
Sumbu ofereix guaita i fotografia d'animals combinat amb els esports com pesca en el llac, i un paisatge bonic. La riba del llac inclou penya-segats rocosos, pedres oscil·lants, platges sorrenques, i aigües transparents, amb vistes a la riba oriental muntanyosa del llac. La natació és desaconsellada per la presència comú tant de cocodrils com d'hipopòtams. L'hotel de la Badia de Nkamba localitzat en el Parc ofereix passejades per veure animals de caça major, piragüisme, pesca esportiva, passejades, rutes nocturnes i safaris en barca.
El Parc s'estén principalment en l'ecoregió de les Forests de Miombo del Zambezi Central, però també inclou rogles de la rara, amenaçada i gairebé impenetrable ecoregió dels Matolls d'Itigi-Sumbu.
El Riu Lufubu talla una vall de 300 m de fondària en el del sud del parc però aquesta és únicament accessible per pistes difícils des de Mbala cap al sud-est.
El parc és accessible per l'Aeroport de la Badia de Kasaba.

## Història recent
Fins als tardans anys de la dècada de 1960 La instal·lació hotelera de la badia de Kasaba era accessible únicament per avió, o barca des de Mpulungu, i donà servei a visitants rics i internacionals. Les autoritats del Districte de Mporokoso van muntar una pensió humil a la Badia de Sumbu, a la qual s'arribava per carretera de grava des de Mporokoso. A primeries de dècada dels 1970 aquesta carretera va ser connectada a l'Allotjament de la Badia de Kasaba, i un nou conjunt d'allotjaments va ser construït a Badia Nkamba.
En aquell temps i als anys 1970 Sumbu va ser considerat per ser, amb el Parc Nacional de Luangwa Sud i Kafue, un dels millors parcs nacionals de Zàmbia, amb els elefants i els lleons que es trobaven fàcilment.
La població d'animals de caça major en el parc declinà en els 1980 i els 1990 a causa d'una manca de gestió de les autoritats exacerbada per la desaparició de la línia aèria domèstica del país que solia transportar visitants al parc. La dificultat d'arribar-hi per carretera i proximitat a guerra i conflicte en el Congo, la frontera amb el qual és només 25 km al nord, va dissuadir els visitants.

### Estat en 2018
Hi ha hagut alguna reflorida en la població aquests darrers anys i el recompte per al cens d'animals emblemàtics hom diu que estan un altre cop recuperats.
Durant 2007 hom va informar que la carretera de terra i grava de Kawambwa o Kasama via Mporokoso s'havia condicionat, així com la carretera de la Vall del riu Luapula via Kaputa per dintre del Llac Mweru Wantipa. La Construcció d'una carretera de grava de Mbala a la badia de Kasaba va ser encetada dins de 2010 i previst acabar-la a primeries de 2011, incloent un pont nou sobre el riu Lufubu. La carretera de quitrà de Kasama - Mbala, a través de Mpulungu fou reasfaltada durant 2009 i fins 2018 estava en bones condicions.
La Competició Nacional de Pesca de Zàmbia té lloc als establiments d'hospes de la badia de Nkamba i Ndole durant el març o abril de cada any.

## Fauna
Hi ha entre els més atractius: Cocodril, hipopòtam, antílop jeroglífic, facoquer, pucu, antílop sabre, antílop equí, eland, búbal, búfal africà, zebra, hiena tacada, xacal ratllat, serval, impala, antílop aquàtic, redunca, elefant (ocasionalment), lleó (ocasionalment), lleopard (ocasionalment), duiquer blau (rar), sitatunga (rar)

### Fauna avícola
Flamenc, bec de tisora africà, platalea, Fumarell carablanc, cigonya, ànec, Ardèids, gavina capgrisa, gavià fosc, pigarg africà, voltor de les palmeres (ocasionalment), duc pescador de Pel (ocasionalment)

### Pesca esportiva amb ham
Perca del Nil, Hydrocynus goliath, Heterobranchus longifilis, Opsaridium microlepis, 'nkupi', perca daurada (Macquaria ambigua)(ocasionalment)

## Projectes de desenvolupament
Al límit sud del Parc Nacional Sumbu s'ha construït una central hidroelèctrica en la Vall del riu Lufubu, amb tres unitats de generació en cascada, amb una capacitat nominal conjunta de 163 MW en una primera fase, ampliables a 326 MW en una segona fase. Hi contribueix a la creixent demanda d'energia que experimenten totes les societats humanes.